# Lenka Vlasáková

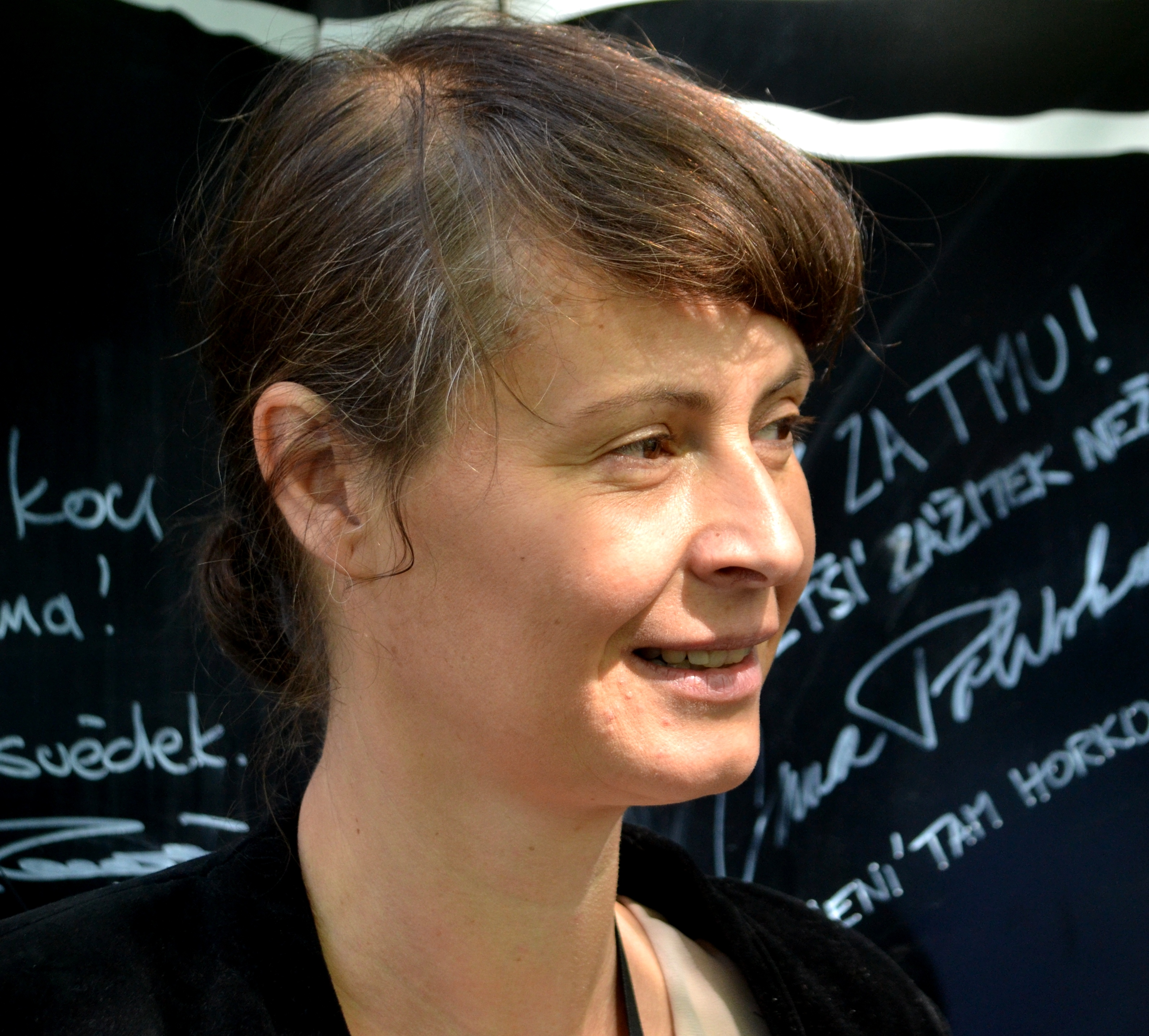
Lenka Vlasáková im Jahr 2015

Lenka Vlasáková (* 27. April 1972 in Prag, Tschechoslowakei) ist eine tschechische Schauspielerin.

## Leben
Lenka Vlasáková wurde 1972 in der tschechischen Hauptstadt Prag als Tochter zweier Wirtschaftswissenschaftler geboren. Sie studierte nach ihrem Abitur an der Theaterfakultät der Akademie der Musischen Künste in Prag (DAMU) Schauspiel, ihre anschließenden Theaterstationen waren der Theaterverein Kašpar, das Divadlo Bez zábradlí, das Divadlo Na Jezerce und das Divadlo ABC. Sie spielte sieben Jahre im Divadlo Rokoko. Ihr Filmdebüt gab sie in dem 1990 veröffentlichten Film Houpačka. Weitere Rollen in Filmen und Fernsehserien folgten daraufhin. Ihre erfolgreichste Rolle hatte sie 1997 in dem Film Lea, für welche sie mit dem Český lev („Böhmischer Löwe“) als Beste Hauptdarstellerin ausgezeichnet wurde. Vlasáková wurde später noch vier weitere Male für den Český lev nominiert.
Sie ist mit dem Schauspieler Jan Dolanský verheiratet.

## Filmografie
- 1989: Die Hängematte (Houpačka)
- 1997: Lea
- 2016: Die Geliebte des Teufels (Lída Baarová)
- 2016: Die Schläfer (Bez vědomí)
- 2017–2019: Maria Theresia (Fernsehserie)
- 2018: Momente (Chvilky)

## Auszeichnungen
- 1997: Český lev – Beste Hauptdarstellerin (in dem Film Lea)[3]